# شوگر ولت
شوگر ولت (انگلیسی: SUGAR Volt)یک هواپیمای مفهومی هیبریدی پیشنهاد شده توسط تیمی به رهبری تحقیق و تکنولوژی بوئینگ ، که بخشی از شرکت بوئینگ میباشد ، است .شوگر ولت یکی از طرح‌های مجموعه ای از هواپیماهای مفهومی پیشرفت تکنولوژی آینده ، در پاسخ به تقاضای ناسا برای تحقیق راجع به هواپیماهای نسل‌های آینده می‌باشد . پیشرانه شوگر ولت دو توربوفن ترکیبی است که هنگام برخاست سوخت جت معمولی مصرف کرده  و سپس در هنگام پرواز با استفاده از موتورهای الکتریکی ادامه میدهد . چشم انداز آینده بوئینگ ، بهبود مستمر در کاهش مصرف سوخت، انتشار کم آلاینده و هزینه‌های عملیاتی میباشد . شوگر مخفف(Subsonic Ultragreen Aircraft Research) یا در واقع : تحقیقات هواپیمای مادون صوت سازگار با طبیعت( فراسبز) و ولت نشان دهنده این امر است که بخش قابل توجهی از انرژی هواپیما با برق تأمین می‌شود .

## اثرات زیست محیطی
انتشار آلاینده ها یا گازهای گلخانه ای شوگر ولت حدوداً ۷۰ درصد  پایین تر از خطوط هوایی امروزی بایستی باشد همچنانکه آلودگی صوتی نیز بایستی کمتر از خطوط هوایی امروز باشد .

## طرح
در سال ۲۰۱۰ مطالعات پروژه شوگر ولت با بودجه ناسا آغاز شد . تولیدات بوئینگ ، طرحی با ابعاد بوئینگ ۷۳۷  با یک پایه مقاوم نگهدارنده بال و بال شیب دار مایل به بالا ، همراه با نیروی محرکه توربین هیبریدی اکتریکی و فناوری های پیشرفته دیگر ارائه داد که دیدگاههای ناسا از این طرح را دنبال میکرد ضمن اینکه کاهش مصرف سوخت تا ۶۰ درصد  و امکان ارائه به خطوط هوائی تجاری تا سال ۳۵-۲۰۳۰ میلادی نیز از اهداف عمده محسوب میشد . 
شوگر ولت با بالهای طولانی که باعث افزایش نیروی بالابر و کاهش پسا می‌شود ، طراحی شده‌است.بال شوگر ولت آن را قادر به کاهش زیاد مسافت برخاست و تولید کمتر صدا می‌سازد .بال شوگر ولت لولایی خواهد بود به طوری که می‌تواند آن‌ها را بر روی خود تا کرده موجب کاهش در فضا اشغال شده توسط این هواپیما میگردد. 